# Nucleic Acids Research
Nucleic Acids Researchは、1974年にオックスフォード大学出版局によって発行された、オープンアクセスの査読つき科学ジャーナルである。DNAやRNAなどの核酸に関する研究と関連する研究論文を掲載している。ジャーナルの2020年のインパクトファクターは16.971である。毎年1月号では生物学データベースに関する論文を「Database issue」として（1993年移行）、7月号では生物学コミュニティにとって価値のあるWebベースのソフトウェアやWebサーバーに関する論文を「Web Server issue」（2003年以降）として、特集号を年2回発行している。